# Luise Kulmus Gottsched
Luise Kulmus Gottsched (Danzica, 11 aprile 1713 – Lipsia, 26 giugno 1762) è stata una poetessa, scrittrice, saggista e traduttrice tedesca.
Nata Luise Adelgunde Victorie Kulmus, fu notata per le sue opere dal letterato Johann Christoph Gottsched. Dopo una lunga corrispondenza, nel 1735 i due si sposarono.
Fu autrice di popolari commedie, tra cui Die Pietisterei im Fischbein-Rocke ("Il pietistume in crinolina") del 1736, una condanna del pietismo; la commedia, che fu vietata perché conteneva allusioni a fatti realmente avvenuti, è un rifacimento de La femme docteur del gesuita francese Guillaume Bougeant; Die Hausfranzösin ("L'istitutrice francese") del 1744, una satira dell'educazione formalistica di derivazione francese; Die ungleiche Heirat ("Il matrimonio fra persone di diversa condizione"), del 1745. Fra tutte spicca Das Testament ("Il testamento") del 1745: protagonista è una ragazza di Lipsia, retta e sincera, di educazione illuminista, diversamente dal suo pretendente, nel quale la Kulmus volle rappresentare il tipico suddito tedesco. 
Fu anche importante traduttrice dall'inglese e dal francese al tedesco. Tradusse, ad esempio, diversi articoli del noto giornale letterario The Spectator di Joseph Addison (1739-1743), ma anche Il ricciolo rapito di Alexander Pope nel 1744.
Nel 1763, l'anno dopo la sua scomparsa, il marito pubblicò tutte le sue opere, le Sämtliche kleinere Gedichte.